# Дюверье, Анри
Анри Дюверье (фр. Henry Duveyrier) (1840—1892) — французский путешественник по Северной Африке.
Родился в Париже 28 февраля 1840 г. Образование получил в Лейпциге и Лондоне, стажировался у Генриха Барта.
Первое путешествие совершил в 1857 г. в Алжирскую Сахару, по итогам которого напечатал в Германии обширную статью «Notizen über die vier herber. Völkerschaften» (в сборнике «Zeitschrift der Deutschen Morgenländischen Gesellschaft», 1858 г.).
В 1859—61 гг. Дюверье исследовал южную часть Алжирской Сахары, Южный Тунис, Триполитанию, Феццан, Джебель-Нефуса, Мурзук и область Туарег-Арджер.
В 1870 г. принимал участие в франко-прусской войне и был в плену у немцев.
В 1874 г. путешествовал в Южном Тунисе; в 1876 г. стоял во главе экспедиции в Марокко.
Покончил жизнь самоубийством в Севре 25 апреля 1892 г.
Дюверье принадлежит первое подробное научное исследование туарегов: «Exploration du Sahara». Bd. 1: «Les Tuâreg du Nord».
Сотрудничал с географом  Шарлем Монуаром.